# Arco de Trajano (Benevento)
El arco de Trajano de Benevento es un arco triunfal dedicado al emperador Trajano con ocasión de la apertura de la vía Trajana, una variante de la vía Apia que acortaba el camino entre Benevento y Bríndisi. El monumento se conserva casi íntegro, comprendiendo numerosos relieves escultóricos que decoran la superficie, 

## Historia
El arco se construyó entre los años 114 y el 117 d. C. En época de los longobardos el arco quedó englobado en el lado septentrional del recinto amurallado y tomó el nombre de Porta Aurea; se alzó junto a él la iglesia de Sant'Ilario (en la que hoy está el video museo del arco). En el Renacimiento, fue estudiado por Sebastiano Serlio.
Sufrió diversas restauraciones por los daños causados por el tiempo y los terremotos: bajo Urbano VIII, luego en el 1661, en 1713 y en 1792. En particular en 1713, cuando el arco se utilizaba aún como puerta de la ciudad, se cayó el arquitrabe de mármol que servía de batiente a la puerta; el consejo ciudadano deliberó el gasto de 212 ducados para la restauración. La licencia para gastar tal suma fue concedida el 1 de diciembre del mismo año.
En 1850, con ocasión de una visita del papa Pío IX, por orden suya, el arco quedó aislado, abatiéndose las casas que estaban adosadas a él. Hoy está colocado al final de la corta calle Traiano, accesible desde la principal calle del centro histórico, corso Garibaldi. Ha sido restaurado y parcialmente aislado del tráfico ciudadano.